# Bollmaniulus montanae
Bollmaniulus montanae är en mångfotingart som först beskrevs av Chamberlin 1940.  Bollmaniulus montanae ingår i släktet Bollmaniulus och familjen Parajulidae. Inga underarter finns listade i Catalogue of Life.